# Từ Vị
Từ Vị (chữ Hán: 徐渭, 1521 – 1593), ban đầu có tự Văn Thanh, về sau đổi tự Văn Trường (文长), hiệu là Thanh Đằng lão nhân, Thanh Đằng đạo sĩ, Thiên Trì sanh, Thiên Trì sơn nhân, Thiên Trì ngư ẩn, Kim Lũy, Kim Hồi sơn nhân, Sơn Âm bố y, Bạch Nhàn sơn nhân, Nga Tị sơn nông, Điền Đan Thủy, Điền Thủy Nguyệt, người huyện Sơn Âm, phủ Thiệu Hưng , nhà thư pháp, nhà thơ, nhà văn, nhà hội họa và mưu sĩ trung kỳ đời Minh. Ông là một trong Tam đại tài tử của nhà Minh (2 người còn lại là Giải Tấn và Dương Thận), nhưng 8 lần thi Hương không trúng, làm nên một trong những tấn bi kịch lớn nhất của lịch sử khoa cử Trung Quốc.

## Tiểu sử

### Thân thế
Vị sanh ra trong một gia đình quan viên, cha là Từ Thông, làm đến Quỳ Châu (phủ)  đồng tri. Vợ của Từ Thông là Đồng thị sanh ra hai con trai Từ Hoài, Từ Lộ. Đồng thị mất, Từ Thông tái giá Miêu thị. Miêu phu nhân không có con, nên Từ Thông nạp thị nữ của bà ta làm thiếp, sanh ra Vị. Vì thế Vị kém các anh trai hơn 20 tuổi.
Vị ra đời chưa đến 100 ngày thì Từ Thông mất. Vị lên 10 tuổi, Miêu phu nhân trục xuất mẹ ruột của ông; dù vậy, Miêu phu nhân rất thương yêu ông. Vị lên 14 tuổi, Miêu phu nhân mất, từ đây ông ở nhờ anh cả Từ Hoài, đến năm 21 tuổi thì ở rể nhà họ Phan, mất quyền thừa kế của nhà họ Từ. Năm 26 tuổi, Phan thị mất; mãn tang, Vị rời khỏi nhà họ Phan, mở trường dạy học kiếm kế sanh nhai, giao du với danh sĩ Thiệu Hưng, cùng bọn Tiêu Miễn, Trần Hạc, Dương Kha, Chu Công Tiết, Thẩm Luyện, Tiền Tiên, Liễu Lâm, Chư Đại Thụ, Lữ Quang Thăng được gọi là Việt Trung thập tử.

### Hành trạng

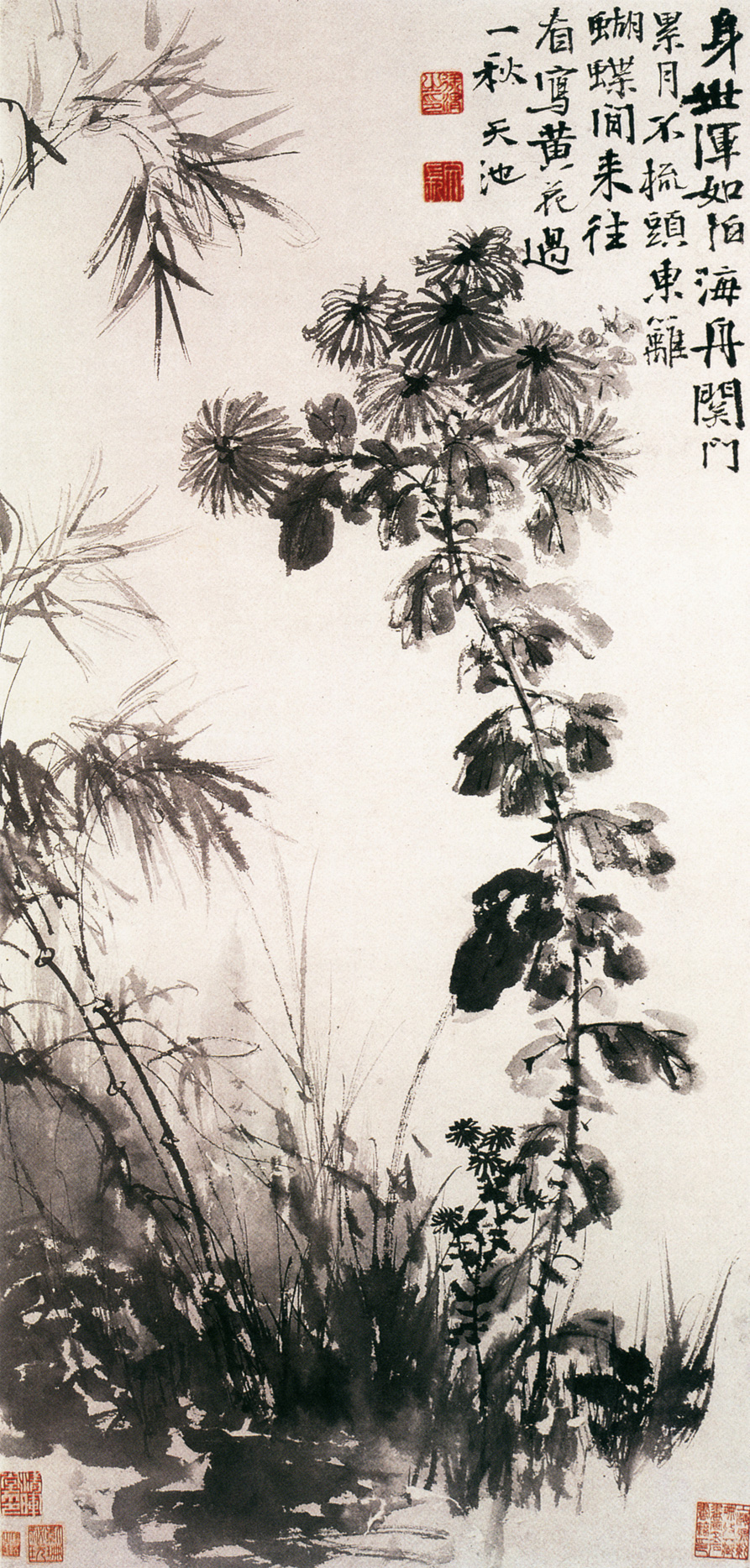
Tranh hoa cúc và tre của nghệ sĩ

Vị nổi danh thần đồng, 6 tuổi đọc sách, 9 tuổi làm thơ, hơn 10 tuổi phỏng theo Giải trào của Dương Hùng làm ra Thích hủy, chấn động cả huyện. Vị có tư cách Sanh viên năm 20 tuổi, nhưng thi Hương trước sau 8 lần, 21 năm vẫn không trúng Cử nhân.
Năm 1557, Vị nhận lời mời trở thành mạc liêu của Mân Chiết tổng đốc Hồ Tông Hiến, góp sức vào cuộc chiến chống Uy khấu. Buổi đầu bước vào phủ tổng đốc, Tông Hiến dâng hươu trắng lên hoàng đế như vật may mắn, Vị làm 2 tờ biểu Đại sơ tiến bạch tẫn lộc biểu (Biểu lần đầu dâng hươu cái trắng) và Đại tái tiến bạch lộc biểu (Biểu lần thứ 2 dâng hươu trắng), gọi chung là Đại tiến bạch lộc song biểu, sau đó lại làm Tái tiến bạch lộc tứ nhất phẩm bổng tạ biểu (Biểu tạ ơn được ban bổng lộc nhất phẩm nhờ dâng hươu trắng lần thứ 2); đều được Minh Thế Tông khen ngợi rất nhiều.
Vị hiểu quân sự, nhiều mưu kế, tham dự vào việc bắt Từ Hải, dụ Vương Trực; dựa vào thế lực của Hồ Tông Hiến mà thể hiện tài năng . Tông Hiến thuận lợi hành sự ở cõi đông nam là vì chấp nhận xu phụ Nghiêm Tung, bản thân Vị cũng từng làm Hạ Nghiêm công sanh nhật khải (Khải chúc mừng sanh nhật Nghiêm công) đầy những lời nịnh hót; đến năm 1562, Nghiêm Tung bị bãi miễn, tân Nội các thủ phụ Từ Giai phát động cuộc đàn hặc thành viên Nghiêm đảng, Tông Hiến bị bắt về kinh (và được tha chết, chỉ bị miễn chức nhờ công bình Uy), Vị rời khỏi phủ Tổng đốc. Năm 1565, Tông Hiến lại bị hặc và bị bắt giam một lần nữa với những chứng cứ mới, rồi ông ta tự sát trong ngục, Vị làm Thập bạch phú bày tỏ nỗi thương xót. Vị sợ vạ, một dạo phát rồ, nhiều lần tự sát không xong , trong cơn quẫn bách đã làm Tự vi mộ chí minh (Mộ chí minh tự làm). Năm 1566, Vị nghi ngờ vợ kế Trương thị không chung thủy, đánh chết cô ta . Vị bị cách tư cách Sanh viên, kết tội chết; nhờ Lễ bộ thị lang, Trạng nguyên Chư Đại Thụ cứu giúp, nên chỉ bị tù giam. Trong thời gian chịu án, Vị hoàn thành việc chú thích Chu Dịch tham đồng khế .
Năm 1573, Vạn Lịch đế đổi niên hiệu, đại xá thiên hạ, Vị nhờ Hàn Lâm biên tu, Trạng nguyên Trương Văn Cung (tự Nguyên Biện) cứu giúp, được ra khỏi ngục. Vị rời nhà ngao du sơn thủy Chiết Giang; năm 1576, ông ra bắc biên, rồi quay lại Bắc Kinh, dạy học cho con trai của Lý Thành Lương là bọn Lý Như Tùng, Lý Như Bách. Năm sau Vị quay về Thiệu Hưng, hoàn thành việc chú thích Táng thư . Năm 1580, Vị đến kinh sư làm mạc liêu cho Trương Văn Cung; ông quen tính phóng túng, còn Văn Cung nghiêm khắc giữ lễ giáo, khiến đôi bên bất đồng. Vị uất ức thành bệnh, được con trai Từ Mai đón về quê nhà, từ đây không rời khỏi Sơn Âm nữa! (Sau này Văn Cung mất, Vị đến viếng, ôm áo quan mà khóc, không báo họ tên mà bỏ đi. Con trai Văn Cung là Trương Nhữ Lâm tham gia vào việc tập hợp và khắc in di cảo của Vị.)

### Hậu sự
Vị rơi vào cảnh nghèo túng, bệnh tật; tích trữ hơn ngàn quyển sách phải bán đi tất cả; trong nhà chỉ còn lại tấm chiếu cói rách nát; những bài thơ Mại điêu, Mại khánh, Mại họa, Mại thư ra đời trong cảnh ngộ thê lương này. Văn, thơ của Vị trong giai đoạn cuối đời không được khắc in mà cất giữ ở nhà, về sau lưu truyền ở đời chỉ còn 2 bộ Từ Vị tập và Khuyết biên. Năm 1593, Vị mất, bên cạnh là Tự tác ki phổ, tự thuật kinh lịch cả đời của ông.
Mộ của Vị ngày nay ở khu mộ gia tộc họ Từ, đông bắc chân núi Khương Bà, thôn Lý Mộc Sách, trấn Lan Đình, khu Kha Kiều, địa cấp thị Thiệu Hưng, tỉnh Chiết Giang.

## Niên biểu
Căn cứ vào Tự tác ki phổ (xem tại Dật cảo), chúng ta nắm được đại lược cuộc đời của Từ Vị như sau:
- 1521: Ngày 4 tháng giêng ÂL, ra đời. Ngày 15 tháng 5 ÂL, cha bệnh mất.
- 1524: Chị dâu hai Dương thị mất, Vị (mới 4 tuổi) ra dáng người lớn, đón tiếp khách khứa điếu tang, mọi người lấy làm kỳ.
- 1526: Theo Quản Sĩ Nhan (管士顏) học thơ Đường.
- 1528: Theo Lục Như Cương (陸如岡) học thời văn (tức văn Bát cổ).
- 1530: Gia cảnh sa sút, mẹ ruột của Vị phải rời khỏi nhà. Vị (mới 10 tuổi) cùng người hầu bỏ trốn đối chiếu sổ sách ở công đường.
- 1532: Theo đồng hương là Trần Lương Khí [zh] học đàn (cầm).
- 1534: Theo Vương Chính (王政) học đàn (cầm). Mẹ cả Miêu phu nhân mất, Vị rất đau xót.
- 1535: Theo đồng hương là võ tiến sĩ Bành Ứng Thời học tập kiếm thuật.
- 1537: Tham gia Đồng thí của phủ Thiệu Hưng, không trúng [9].
- 1540: Lần thứ 2 tham gia Đồng thí của phủ Thiệu Hưng, vượt qua sát hạch, được chọn làm Đồng sanh [10]. Đính hôn với con gái nhà họ Phan, theo họ đi Quảng Đông; tham gia Hương thí, không trúng.
- 1541: Thành thân với Phan thị. Anh hai Từ Lộ mất, Vị trở về Thiệu Hưng lo liệu việc tang.
- 1543: Lần thứ 2 tham gia Hương thí, không trúng. Theo nhà họ Phan quay về Sơn Âm.
- 1545: Sanh con trai Từ Mai (徐枚). Anh cả Từ Hoài mất, gia sản bị kẻ khác chiếm đoạt.
- 1546: Lần thứ 3 tham gia Hương thí, không trúng. Phan thị mất.
- 1548: Rời khỏi nhà họ Phan, ngụ cư Nhất Chi đường. Bái đệ tử của Vương Dương Minh là Quý Bản [zh] làm thầy, học tập Tâm Học.
- 1549: Lần thứ 4 tham gia Hương thí, không trúng. Đưa mẹ ruột về chăm sóc. Bắt đầu sáng tác hội họa.
- 1551: Đi Hàng Châu, làm quen với họa sĩ Tạ Thời Thần [zh]. Tháng 3 ÂL, góp sức vẽ Bách điểu triều phượng đồ quyển (dài 100 m).
- 1552: Lần thứ 5 tham gia Hương thí. Thi vòng đầu đứng thứ nhất, được chọn làm Lẫm sanh [11], nhưng kết quả không trúng.
- 1555: Lần thứ 6 tham gia Hương thí. Thi vòng đầu đứng thứ 2, kết quả không trúng.
- 1557: Làm văn cho tổng đốc Hồ Tông Hiến, được đánh giá tốt.
- 1558: Trở thành mạc liêu của Hồ Tông Hiến, vì Tông Hiến làm Tiến bạch lộc biểu, được hoàng đế khen ngợi, nên được Tông Hiến tín nhiệm. Lần thứ 7 tham gia Hương thí, không trúng. Dời nhà đến cầu Tháp Tử, Thiệu Hưng.
- 1559: Ở rể nhà họ Vương tại Hàng Châu. Cùng năm cắt đứt quan hệ, kết thúc cuộc hôn nhân thứ 2. Hoàn thành Nam từ tự lục – tác phẩm lý luận và tổng kết nghệ thuật hí khúc miền nam (Nam hí) thời Tống, Nguyên.
- 1560: Hồ Tông Hiến trùng tu lầu Trấn Hải ở Hàng Châu, Vị làm Trấn Hải lâu ký. Mua nhà ở Thiệu Hưng.
- 1561: Cưới Trương thị làm vợ. Lần thứ 8 tham gia Hương thí, không trúng.
- 1562: Theo quân đội đi các nơi Chiết Giang, Phúc Kiến, Giang Tô, tham mưu truy tiễu Oa khấu. Hồ Tông Hiến liên lụy vụ án Nghiêm Tung, chịu bãi chức, Vị về nhà. Mùa đông, con trai thứ Từ Chỉ (徐枳) ra đời.
- 1563: Đến kinh thành làm mạc liêu của Lý Xuân Phương [zh].
- 1564: Không hợp với Lý Xuân Phương, bỏ về quê nhà.
- 1565: Hồ Tông Hiến bị bắt giam lần thứ 2, Vị sợ liên lụy đến phát rồ, nhiều lần tự sát không thành.
- 1566: Phát rồ trở lại, giết Trương thị nên bị tù giam.
- 1568: Mẹ ruột mất, được tạm ra tù để lo liệu việc tang.
- 1573: Gặp dịp đại xá, được cha con Trương Thiên Phục [zh], Trương Nguyên Biện [zh] giúp ra khỏi ngục.
- 1574: Trương Thiên Phục mất, Vị làm Trương thái phó mộ chí minh và Tế Trương thái phó văn.
- 1575: Tham gia công tác biên tu Cối Kê huyện chí do Trương Nguyên Biện chủ trì.
- 1576: Được bạn học cũ là tuần phủ Ngô Đoái [zh] chiêu mộ, dời nhà đi Tuyên Hóa. Vẽ Tạp hoa quyển, hiện có ở Thượng Hải bác vật quán.
- 1577: Vì lý do sức khỏe, rời Tuyên Hóa, ngụ cư Bắc Kinh, làm quen với con trai Lý Thành Lương là Lý Như Tùng. Cùng năm trở về Thiệu Hưng, hoàn thành kịch bản Tứ thanh viên; vẽ Hoa hủy thập lục chủng, hiện có ở Cố Cung bác vật viện.
- 1580: Nhận lời mời của Trương Nguyên Biện, đem con trai thứ Từ Chỉ đi Bắc Kinh, giữa đường gặp Lý Như Tùng, bèn theo quân đội thị sát hình thế biên quan phương bắc.
- 1581: Bất đồng với Trương Nguyên Biện, có dấu hiệu tái phát bệnh cũ.
- 1582: Được con trai trưởng Từ Mai đưa về nhà cũ ở Thiệu Hưng.
- 1586: Con trai thứ Từ Chỉ đính hôn với họ Vương, nhân nhà của Vị bị tuyết lớn đè sập, nên Chỉ đem theo ông đến nhà họ Vương.
- 1589: Say rượu ngã đau xương vai, nằm không dậy được.
- 1591: Vẽ Mặc hoa đồ, hiện có ở Thượng Hải bác vật quán; vẽ Tạp họa quyển, hiện có ở Cố Cung bác vật viện.
- 1592: Vẽ Hoa hủy đồ quyển, hiện có ở Thượng Hải bác vật quán; vẽ Hoa hủy quyển, hiện có ở Cố Cung bác vật viện.
- 1593: Mất.

## Vài lời nhận xét
Sử cũ chép Vị có thiên tài bất phàm, thơ văn hơn hẳn người đương thời; giỏi Thảo thư, khéo vẽ hoa, cỏ, tre, đá; luôn tự nhận: "Tôi giỏi nhất thư pháp, thơ thứ 2, văn thứ 3, vẽ thứ 4."
Đào Vọng Linh: "Xứng là kỳ tuyệt, phải nói đời Minh chỉ có một người." 
Viên Hoành Đạo: "Tôi không thể viết thư pháp, nên nói sằng thư pháp của Văn Trường hẳn là ở trên Vương Nhã Nghi , Văn Trưng Trọng , không luận phép viết chữ mà luận thần thái chữ, tiên sanh thật là tản thánh của Bát pháp , hiệp khách của Tự lâm  vậy!" 
Mai Quốc Trinh: "Văn Trường là bạn già của tôi, bệnh kỳ ở người, người kỳ ở chữ, chữ kỳ ở văn, văn kỳ ở tranh." 

## Tác phẩm tiêu biểu: Tứ thanh viên
Tứ thanh viên (chữ Hán: 四声猿, nghĩa là con vượn kêu 4 tiếng ) là một bộ gồm 4 vở kịch độc lập: Cuồng cổ sử Ngư Dương tam lộng (狂鼓史渔阳三弄) gọi tắt là Cuồng cổ sử, Ngọc thiện sư thúy hương nhất mộng (玉禅师翠乡一梦) gọi tắt là Thúy hương mộng, Thư Mộc Lan thế phụ tòng quân (雌木兰替父从军) gọi tắt là Thư Mộc Lan, Nữ trạng nguyên từ hoàng đắc phượng (女状元辞凰得凤) gọi tắt là Nữ trạng nguyên.
Cuồng cổ sử (viên sử đánh trống điên rồ) miêu tả hồn Nễ Hành dưới âm ty đối chất với hồn Tào Tháo, một lần nữa đánh trống kể tội ông ta. Thúy hương mộng thuật lại truyền thuyết dân gian Nguyệt Minh hòa thượng cứu độ kỹ nữ Liễu Thúy. Thư Mộc Lan vay mượn nội dung bài nhạc phủ Mộc Lan thi của Bắc triều, kể chuyện cô gái Mộc Lan thay cha tòng quân, nhưng thêm vào cái kết có hậu (Mộc Lan lập công, trở về lấy chồng). Nữ trạng nguyên miêu tả tài nữ thời Ngũ Đại là Hoàng Sùng Hỗ cải nam trang, tham gia khoa cử và trúng trạng nguyên. 3 vở đầu sử dụng Bắc khúc, riêng Nữ trạng nguyên lại dùng nam khúc.
Vương Ký Đức trong Khúc luật đánh giá: "Cao hoa (rực rỡ) sảng (sáng chói) tuấn, nùng (nồng) lệ (đẹp) kì (lạ) vĩ (lớn), không gì không có. Phải nói lời và người đạt đến cực tắc (chuẩn tắc tối cao), đuổi kịp người Nguyên." 

## Nghi án văn học: Kim Bình Mai
Vị bị nghi ngờ là tác giả của Kim Bình Mai, vì mối ác cảm của ông đối với Vương Thế Trinh.
Sử cũ cho biết Vị căm ghét bọn Vương Thế Trinh, Lý Phàn Long, vì họ kỳ thị Tạ Trăn là kẻ áo vải mà đuổi Tạ Trăn ra khỏi Thất Tử xã; bài thơ Nhập bát nhật tuyết và bức tranh Cửu mã ngữ nhân đồ, nhị ngữ túy tần đọa bộc lộ thái độ này của ông. Kim Bình Mai có tình tiết Binh bộ thượng thư Vương Phủ vì thua trận, chịu xử trảm, (trong thực tế Vương Phủ bị ám sát ở quê nhà, xem Tống sử – Vương Phủ truyện); còn cha của Vương Thế Trinh là Vương Dự thua mất Loan Hà, bị Minh Thế Tông xử trảm, dường như là đối tượng phù hợp để Vị chế giễu.